# Raimund II. (Antiochia)

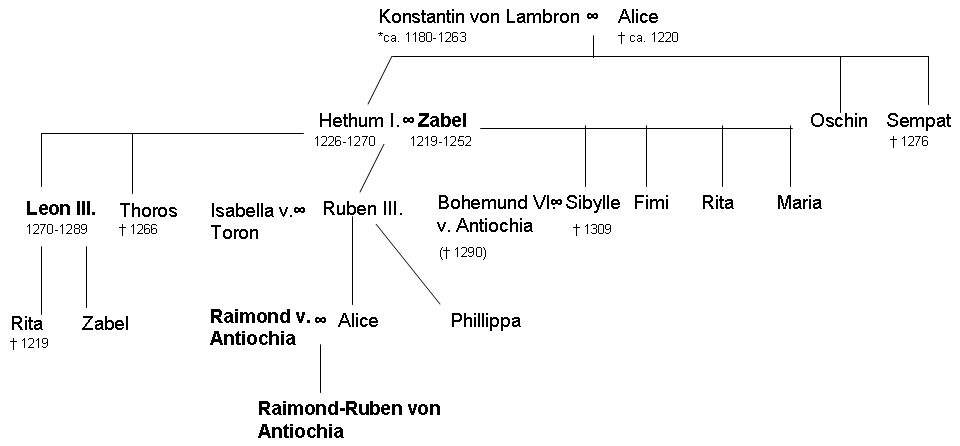
Die Abstammung Raimund Rubens mütterlicherseits

Raimund II. Ruben von Antiochia (* um 1195 in Antiochia; † 1222 vermutlich in Tarsos) war Fürst von Antiochia von 1216 bis 1219.

## Leben
Raimund-Ruben war der Sohn von Raimund IV. Graf von Tripolis und der armenischen Prinzessin Alix, einer Tochter von Ruben III. und Isabella von Toron, Nichte des Barons Leon II. Rubenos. Schahenschah von Silifke, Alices erster Ehemann, war gerade plötzlich, wenn auch nicht sehr unerwartet verstorben. Im Ehevertrag mit Raimund wurde festgelegt, dass ein männliches Kind aus dieser Verbindung der Erbe Leons sein sollte und nach dem Tod seines Vaters Herrscher von Antiochia.
Raimund-Rubens Vater starb bereits im Frühjahr 1197, worauf sein Großvater Bohemund III. ihn und seine Mutter Alice nach Armenien schickte, wo sein Großonkel Leon von Armenien gerade zum König gekrönt worden war. Der päpstliche Legat, Konrad, Erzbischof von Mainz drang jedoch darauf, dass Bohemund und seine Barone Ruben feierlich als Nachfolger anerkannten. Alice heiratete 1220 Vahram von Korykos, der jedoch zwei Jahre später verstarb.
Bohemund von Tripolis, der zweite Sohn von Bohemund III., erhob ebenfalls Anspruch auf Antiochia und setzte seinen Vater im Herbst 1198 mit Hilfe der Templer, der Johanniter, der Pisaner und der Genuesen ab. Leon I. erreichte jedoch mit Hilfe des Papstes, dass er seinen Vater wieder einsetzen und die Stadt verlassen musste. 1206 schickte Leon seine Gemahlin Isabella von Antiochia wegen angeblicher Untreue in Verbannung, nachdem er sie fast totgeschlagen hatte. Auch eine Reihe ihrer Verwandten mussten den Hof verlassen, was die Beziehungen zu Antiochia sicher belastete. Rita (Stefane), seine Tochter, wurde daraufhin von ihrer Großmutter gleichen Namens aufgezogen.
Nach dem Tode von Bohemund III. 1206 setzte sich Bohemund von Tripolis erneut in Antiochia fest, unter Missachtung der Ansprüche seines Neffen Ruben. Eine Reihe von Baronen flohen an den armenischen Hof nach Sis, darunter der Kammerherr Olivier, Roger du Mont, Louard, Thomas Maslebrun, Bohemond Lair und Guillaume de l’Isle. Raimund-Ruben versprach den Johannitern Jabala im Territorium von Antiochia für ihre Unterstützung, 1210 auch Bikisrail. Beide befanden sich allerdings in muslimischer Hand, nur Jabala wurde jemals wieder erobert. Die Johanniter hatten ursprünglich Bohemund unterstützt, waren aber 1204 auf die Seite seiner Gegner übergegangen und hatten daraufhin von Leon II. Seleukia samt einigen umliegenden Burgen erhalten.
Leon schickte eine Botschaft nach Antiochia, in der er auf die Rechte von Ruben drang und entsprechende Dokumente vorlegte. Bohemund war jedoch nicht beeindruckt. Daraufhin nahm Leon Kontakt mit dem lateinischen Patriarchen Peter von Antiochia auf. Dieser setzte sich ebenfalls für die Rechte Rubens ein und exkommunizierte Bohemund den Einäugigen schließlich. Er ordnete an, dass keine Glocken in Antiochia geläutet werden sollten, keine Messe abgehalten und keine Toten bestattet, bis Bohemund einwilligte. Nach einem fehlgeschlagenen Aufstand Ende 1207, ließ ihn Bohemund in den Kerker werfen ließ, wo er im Juli 1208 starb, weil er aus Hunger und Durst in seiner Verzweiflung Lampenöl trank.
Da Leo I. keine männlichen Erben hatte, hatte er Ruben als seinen Nachfolger vorgesehen und Georg, den unehelichen Sohn des Fürsten Mleh blenden lassen, um seine Ansprüche zu sichern.
Um 1209 begann Ruben eine Affaire mit Helvis von Lusignan, der Tochter Amalrichs von Zypern. Helvis war von Walter von Montbéliard, Konnetable von Jerusalem und Regent von Zypern während der Minderjährigkeit des Königs Hugo I. und Mann ihrer Schwester Burgundia, mit seinem Verwandten Odo von Dampierre verheiratet worden, die Ehe aber nicht vollzogen worden, wahrscheinlich, weil die Braut noch zu jung war. Als Walter seine Machtposition einbüßte und wegen Unterschlagung angeklagt wurde, konnte sich Helvis selbst nach einem Gatten umsehen. Wo sie Ruben, den die Quellen als gutaussehend und „mit blondem Haar, das wie Gold aussah“ kennenlernte, bleibt unklar, vielleicht war es am Hof von Hugo I. in Nikosia. Sowohl Hugo als auch sein enger Berater Johann von Ibelin sollten später armenische Prinzessinnen heiraten, die Beziehungen müssen also eng gewesen sein. Die Ehe mit Odo wurde aufgelöst, und Helvis heiratete September 1210, nach der Thronbesteigung ihres Bruders Hugo Ruben, obwohl sich Odo später bei Papst Innozenz III. beschwerte, behauptete, die Ehe sei sehr wohl vollzogen worden, und Helvis lebe in Sünde mit Ruben.
Walter von Montbéliard, der dieser neuen Ehe feindlich gegenüberstand, flüchtete sich, nachdem seine Unterschlagungen als Regent für Hugo I. aufgedeckt worden waren, zu Bohemund.
1214 oder 1215 heiratete Leon in zweiter Ehe Sibylle von Lusignan, die Tochter von Isabella und Amalrich, eine Schwester von Helvis, wurde damit zum Schwäger Rubens.
Kurz vor seinem Tode am 1. Mai 1219 ernannte Leo unerwartet seine vierjährige Tochter Zabel aus zweiter Ehe mit Sibylle von Lusignan zu seiner Nachfolgerin.
Als Leon 1216, mit Hilfe der Johanniter unter ihrem Großmeister Garin de Montaigu (1207–1228) Antiochia einnahm, setzte er Ruben als Herrscher ein, das er aber 1219 wieder an Bohemund verlor.
Stephane (Rita), Leons älterer Tochter aus erster Ehe mit einer Dame aus dem Haus von Antiochia, die er wegen Untreue verstoßen hatte, hatte 1213 Johann von Brienne, den König von Jerusalem geheiratet. Nach dem Tode Leons erhob Johann von Brienne Ansprüche auf den Thron von Armenien, die von dem Papst anerkannt wurden. Nach dem Stephane 1219 in Akko starb, angeblich infolge von Misshandlungen durch ihren Gatten, weil sie versucht haben sollte, Jolanthe, seine Tochter aus erster Ehe zu vergiften, ging der Thron-Anspruch auf Ruben über. Er begab sich 1220 nach Damietta, um darüber mit dem päpstlichen Gesandten Pelagius zu beraten. Während seiner Abwesenheit eroberte jedoch Bohemund von Tripolis Antiochia zurück. Nur die Zitadelle wurde weiter von den Johannitern gehalten, die immer treu zu Ruben gestanden hatten. Ruben fiel mit seiner Mutter Alice in Kilikien ein und eroberte Tarsos, erhielt aber von den armenischen Baronen, die sich für Zabel ausgesprochen hatten, keine Hilfe.
1221 eroberte der Hethumide Konstantin, inzwischen Regent für Zabel, Tarsos und nahm Alice und Ruben gefangen. Ruben verstarb im Kerker.
1226 zwang Hayton, der Sohn Konstantins, Zabel zur Heirat und begründete eine neue armenische Herrscherdynastie, die Hethumiden, die Leos Rubeniden ablöste. Im selben Jahr verloren die Johanniter Seleukia. Helvis und ihre Töchter flohen nach Zypern. Seine Tochter Maria von Antiochia, Titularherrin von Toron (* 1215; † nach 1240) heiratete Philipp von Montfort († 1270), Sohn von Guido von Montfort und Helvis von Ibelin, Herr von Castres, La Ferté-Alais und Bréthencourt, sowie später Herr von Tyrus und Toron. Raimunds Tochter Eschiva von Antiochia (* 1216; † 1262) heiratete Hethum von Lambron (* 1220; † 1250).
Der armenische Chronist Smbat Sparapet beschreibt Rubens Auftreten als königlich. Er sei ein guter Reiter, respektvoll und rein.